# 奧古斯丁博物館
圖盧茲奧古斯丁博物館（法語：Musée des Augustins de Toulouse，發音：[myze dez‿oɡystɛ̃ də tuluz]）是法國的一座博物館，位於圖盧茲。

## 历史
奧古斯丁博物館收集了眾多自中世紀至20世紀早期的雕刻和繪畫作品。博物館所在的建築始建於1309年，曾經是一座修道院，建築風格為哥特式風格。在法國大革命之後，修道院被世俗化並在1795年改建為博物館，使得奧古斯丁博物館成為法國僅次於盧浮宮之後歷史最久的博物館之一。現在博物館內總共收藏了超過4000件藏品。

## 外部連結

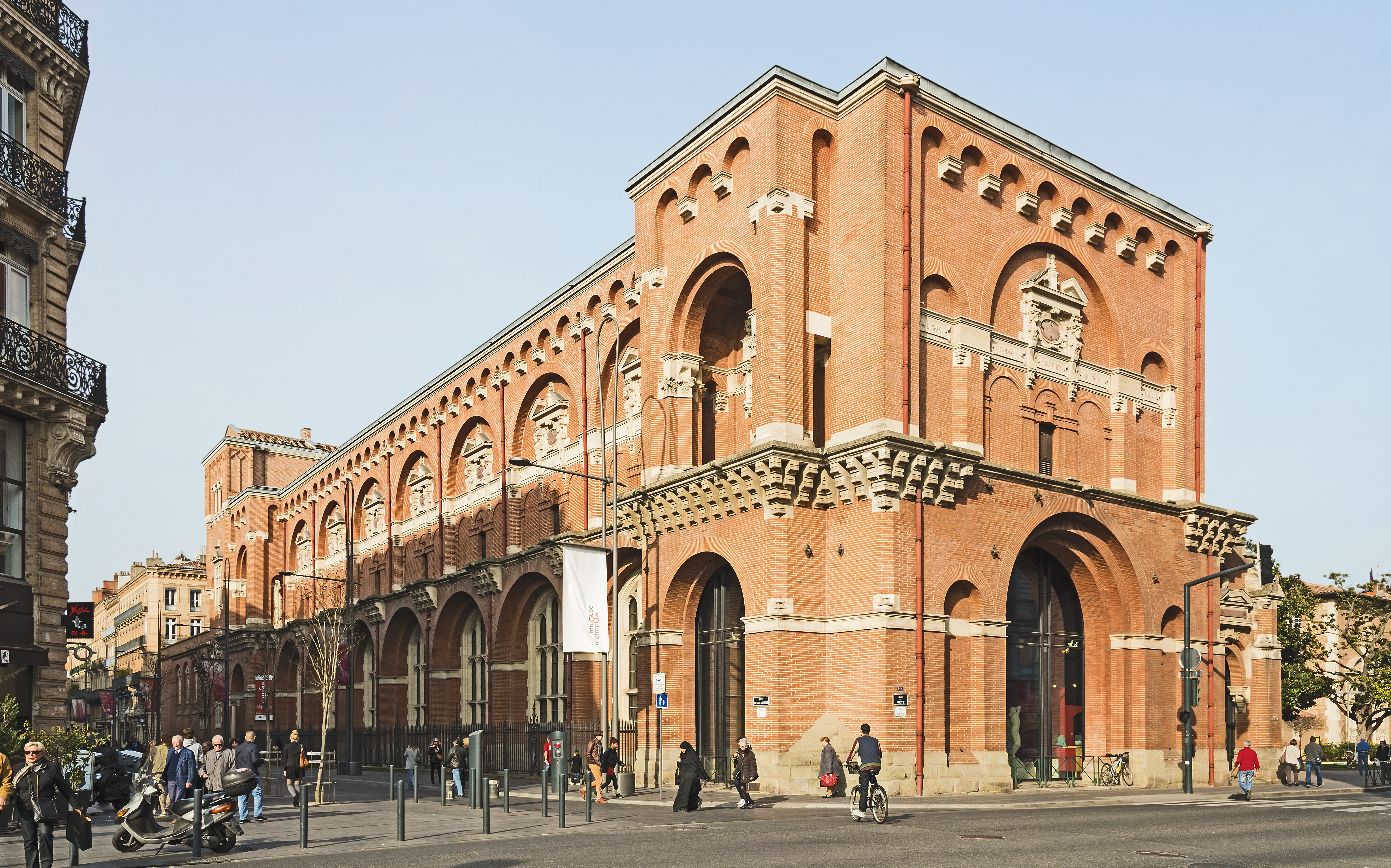
奧古斯丁博物館

- Musée des Augustins de Toulouse official website (English)